# Hideo Levy
Œuvres principales
Seijōki no Kikoenai Heya (Roman, 1992)
Ian Hideo Levy (リービ 英雄, Rībi Hideo, né le 29 novembre 1950) est un auteur américain de langue japonaise. Il est né en Californie et a grandi à Taïwan, en Amérique et au Japon.
Il fut remarqué au Japon pour son roman Seijōki no Kikoenai Heya publié en 1992, pour lequel il obtint le prix Noma des nouveaux auteurs. Il est l'un des premiers Américains à écrire de la littérature moderne en japonais. Pour ses contributions au rayonnement de la littérature japonaise à l'étranger, il a obtenu en 2007 un prix spécial de la Fondation du Japon.
En 1996 son roman Tiananmen a été nommé pour le Prix Akutagawa.

## Biographie
Ian Hideo Levy est né en 1950 d'une mère américano-polonaise et d'un père juif. Son père le prénomma Hideo d'après un de ses amis qui avait été interné dans un camp durant la Seconde Guerre mondiale. Le père de Levy était un diplomate, et la famille a vécu autour de Taiwan, Hong Kong, le Japon et les États-Unis. Il est diplômé de l'Université de Princeton avec un Bachelor en études de l'Asie de l'Est, et reçut plus tard son doctorat de la même université pour avoir étudié Kakinomoto no Hitomaro.
Après avoir été un professeur assistant à Princeton, il enseigne à l'université Stanford. Il la quitte plus tard pour s'installer à Tokyo.
Pendant son séjour à Princeton, Levu étudia le Man'yōshū. Sa traduction en anglais de ce texte lui permet de se voir décerner en 1982 le U.S. National Book Award, l'un des prix littéraires les plus prestigieux aux États-Unis, dans la catégorie Traduction (prix partagé). Il a mentionné Susumu Nakanishi, un lettré spécialiste du Man'yōshū, comme son mentor.

## Œuvres

### Romans
- 『星条旗の聞こえない部屋』 (Seijouki no kikoenai heya?)（Kodansha 1992 / Kodansha Bungei Bunko 2004）
English translation: A Room Where the Star-Spangled Banner Cannot Be Heard, trans. Christopher D. Scott (Columbia University Press, 2011)
- 『天安門』 (Ten'an'mon?)（Kodansha 1996）
- 『国民のうた』 (Kokumin no uta?)（Kodansha 1998）
- 『ヘンリーたけし レウィツキーの夏の紀行』 (Henrii Takeshi Rewuittsukii no natsu no kikou?)（Kodansha 2002）
- 『千々にくだけて』 (Chidi ni kudakete?) （Kodansha 2005 / Kodansha Bunko 2008）
- 『仮の水』 (Kari no mizu?)（Kodansha 2008）
- 『天路』 (Tenro?) （Kodansha 2021)

### Critique littéraire et essais
- 『日本語の勝利』 (Nihongo no shouri?) （Kodansha 1992）
- 『新宿の万葉集』 (Shinjuku no man'youshuu?)（Asahi Shinbun 1996）
- 『アイデンティティーズ』 (Aidentitiizu?) （Kodansha 1997）
- 『最後の国境への旅』 (Saigo no kokkyou he no tabi?)（Chūōkōron-shinsha 2000）
- 『日本語を書く部屋』 (Nihongo wo kaku heya?)（Iwanami Shoten 2001）
- 『我的中国』 (Wareteki chuugoku?)（Iwanami Shoten 2004）
- 『英語でよむ万葉集』 (Eigo de yomu man'youshuu?) （Iwanami Shinsho 2004）
- 『越境の声』 (Ekkyou no koe?) （Iwanami Shoten 2007）
- 『延安 革命聖地への旅』 (Enan kakumei seichi he no tabi?)（Kodansha 2008）
- 『我的日本語 The World in Japanese』 (Wareteki Nihongo:  The World in Japanese?) (Chikuma Shobō, 2010)

### Man'yōshūScholarship
- Hitomaro and the Birth of Japanese Lyricism （Princeton University Press 1984）
- The Ten Thousand Leaves: A Translation of the Man Yoshu, Japan's Premier Anthology of Classical Poetry （Princeton Library of Asian Translations） （Princeton University Press 1987）
- Love Songs from the Man'yoshu (万葉恋歌?) （Kodansha International 2000）
- Man'yo Luster (万葉集?) （Pie Books 2002）

### Traductions
- Otohiko Kaga Riding the East Wind: A Novel of War and Peace (錨のない船?)  （Kodansha America 2002）

## Prix et récompenses
- Prix de la Fondation du Japon, 2007[5].

## Liens extérieurs
- (en) Hideo Levy sur J'Lit Books du Japon
- (en) Synopsis de A Room Where the Star-Spangled Banner Cannot Be Heard au JLPP (Japanese Literature Publishing Project)

### Discours
- JF Video Square Vidéo du discours de réception du prix spécial de la Fondation du Japon.
- [vidéo] « The World in Japanese Literature », sur YouTube Vidéo d'une conférence donnée à l'université de Stanford, département des langues et cultures de l'Asie de l'Est, le 11 février 2010.

### Articles
- Outsider Captures Soul of Japanese, November 19, 1992, Teresa Watanabe, LA Times

- Notices d'autorité :   - VIAF
  - ISNI
  - BnF (données)
  - IdRef
  - LCCN
  - GND
  - Japon
  - CiNii
  - Espagne
  - Pays-Bas
  - Pologne
  - Israël
  - NUKAT
  - Catalogne
  - Tchéquie
  - WorldCat